# 薄片

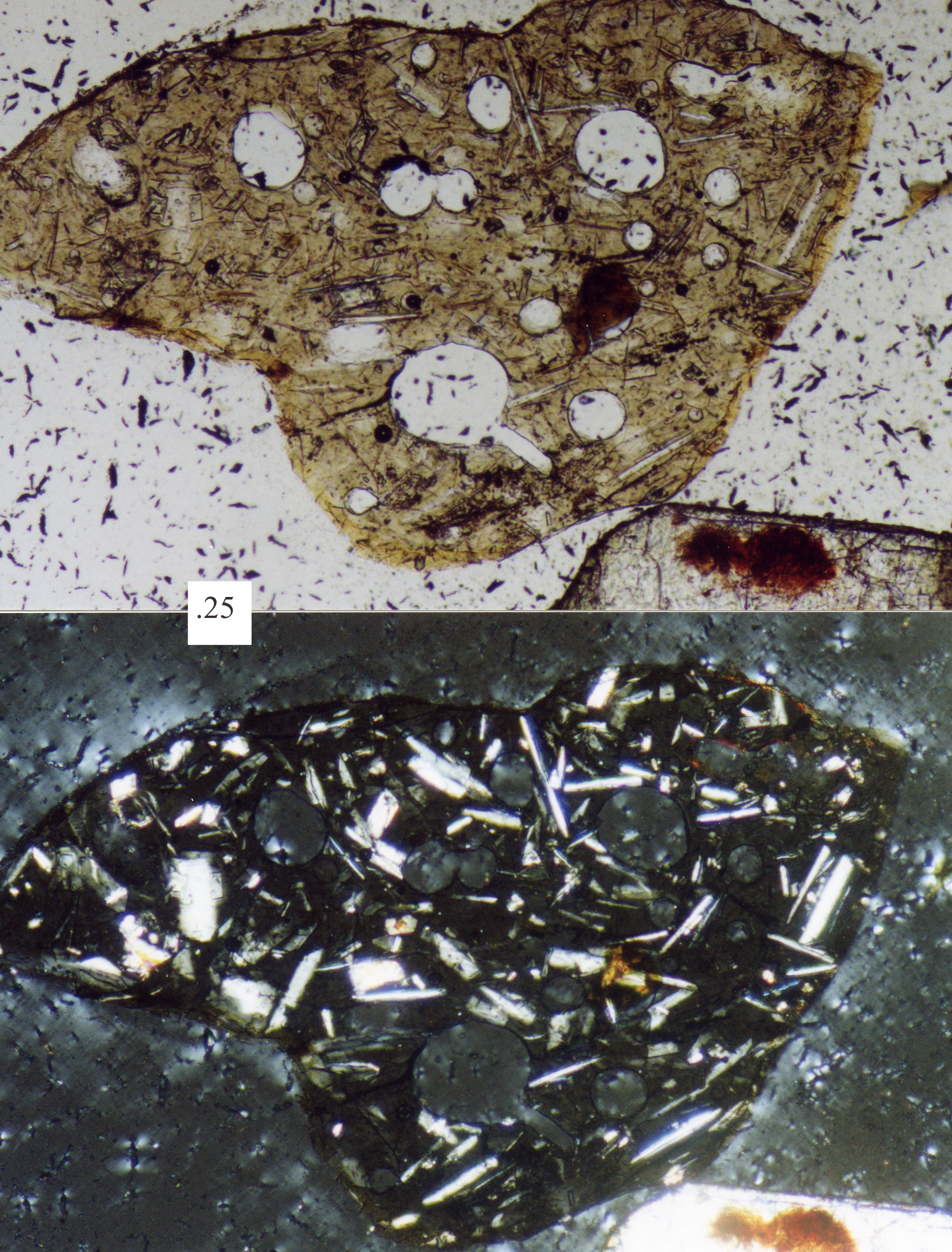
火山灰の顕微鏡写真。上は平面偏光、下は交差偏光

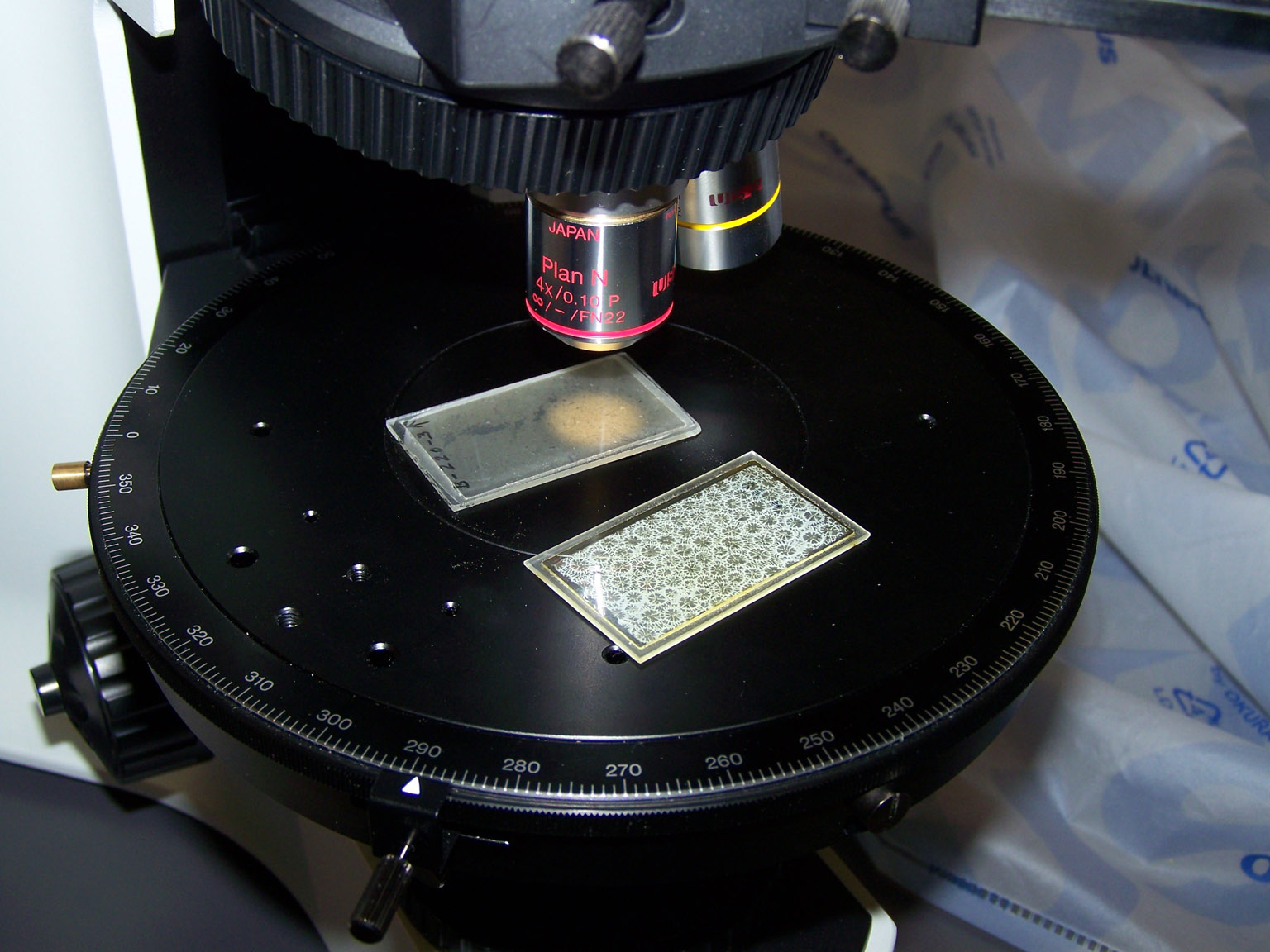
顕微鏡下の薄片

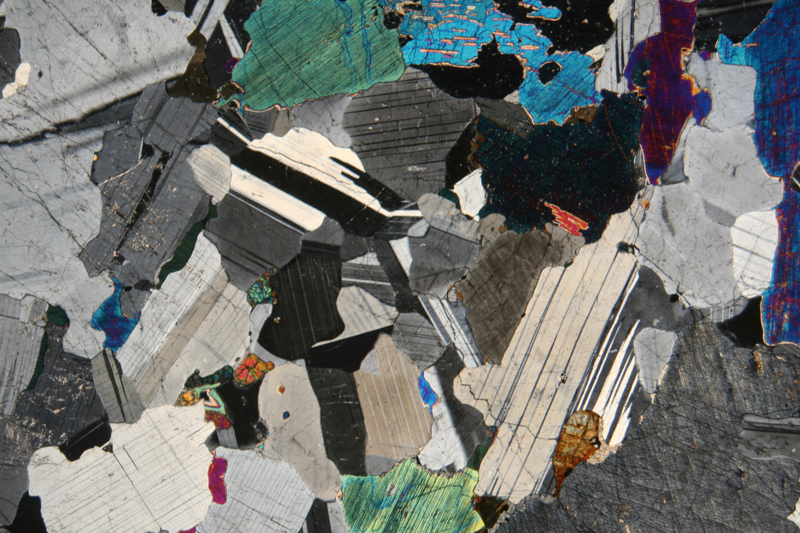
斑れい岩の薄片の顕微鏡写真

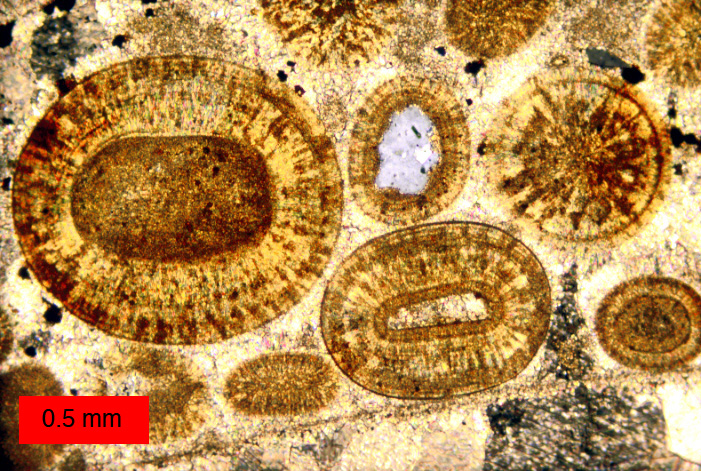
ウーイドを含む石灰岩の薄片の顕微鏡写真。最大のものは直径約1.2mm

光学的鉱物学や記載岩石学の分野において、薄片（はくへん、英語: Thin section）とは、岩石、鉱物、土壌、陶器、骨または金属サンプル等を偏光顕微鏡や電子顕微鏡、電子線マイクロアナライザ等での分析のために調製したものである。岩石の薄片は、ダイヤモンド刃によってサンプルから光学的平面状に切り出される。その後スライドガラス上に設置され、30μmの厚さになるまで、研磨粒を徐々に細かくして磨く。通常、厚さを測定するゲージとして、最も豊富に存在する鉱物の1つである石英が用いられる。
互いに正しい角度にセットした2枚の偏光フィルターの間に設置すると、鉱物の光学的性質によって光の色や強さが変わる。異なる鉱物は異なる光学的性質を持つため、岩石を構成する鉱物の大部分は容易に同定できる。例えば斜長石は、写真中では、複数の平行な双晶面を持つ透明な鉱物として見える。大きな青緑色の鉱物は、斜方輝石が離溶した単斜輝石である。
薄片は、岩石中の鉱物の光学的性質を調べるために作られる。これは岩石学の一部で、岩石の起源や進化を明らかにするのに役立つ。

## 超薄片
特に方解石等の高い複屈折を持つ鉱物を含む岩石では、超薄片が作られることがある。通常の30μmの薄片は上述のように調製されるが、薄切りにした岩石は、エタノールに溶けるカナダバルサム等の可溶性接着剤によってスライドガラスに設置される。薄片は、粒子の小さいダイヤモンドペーストで、2-12μmの厚さになるまで磨く。この技術は、石基の粒が5μm以下ときめの細かいマイロナイト等の微細構造を研究するために用いられる。また、透過型電子顕微鏡での観察や、光学及び電子画像での詳細な特徴の比較のために用いられることもある。

## リンク
- 日本薄片研磨片技術研究会
- 指先で3ミクロンまで感じ取る！日本の科学を支える「超職人」の素顔 - ブルーバックス編集部による産業技術総合研究所で薄片を制作する地質情報基盤センターへの取材。